# Giulio Cesare Ferrarini
Giulio Cesare Ferrarini (* 1807 in Parma; † 1. Oktober 1891 in Parma) war ein italienischer Dirigent, Geiger und Musikpädagoge.
Ferrarini wirkte als Geiger und Dirigent verschiedener Orchester Italiens, so des Teatro Regio di Parma von 1841 bis 1843. 1856 wurde er als Nachfolger Nicola De Giovannis Konzertmeister und Dirigent (Maestro concertatore e direttore d'orchestra) des Orchesters des Teatro Regio di Parma. Sein Nachfolger wurde hier Giovanni Rossi, während Ferrarini die Direktion des Konservatoriums von Parma übernahm und dort Violine unterrichtete.